# Bakbakan
Bakbakan est une commune indonésienne de la province de Bali.